# Innobindus licinus
Innobindus licinus är en insektsart som beskrevs av Birgit Löcker 2007. Innobindus licinus ingår i släktet Innobindus och familjen kilstritar. Inga underarter finns listade i Catalogue of Life.